# Яс (остров)
Яс (на арабски: جزيرة ياس) е остров в Абу Даби, Обединени арабски емирства.

## Описание
Островът е избрано място за разработката на провеждащ се проект от Aldar Properties с бюджет от 40 млрд. долара. Общата площ е 2 500 хектара, от които 1700 хектара са запазени за развитие.
На острова има забележителности като автомобилната писта Яс Марина, която се използва за турнира за Голямата награда на Абу Даби.
Местното население на острова се оценява на около 110 000 души.